# 橋本結
橋本 結（はしもと ゆい、5月1日 - ）は、日本の女性声優。アーツビジョン所属。

## 来歴
鳥取県出身。日本ナレーション演技研究所卒業。

## 人物
方言は鳥取弁。趣味・特技は歌うこと、サッカー、海外ドラマを見ること、読書。

## 出演

### テレビアニメ
2013年
- 帰宅部活動記録
- ぎんぎつね（天本芹香）
- 探検ドリランド -1000年の真宝-（大刀小町ツミ）

2014年
- 金田一少年の事件簿R（鷹野樹里）
- まじっく快斗1412

2015年
- Go!プリンセスプリキュア（東せいら、栗田まい 他）

2016年
- うたの☆プリンスさまっ♪ マジLOVEレジェンドスター（受付）

2017年
- バチカン奇跡調査官（アンナ・ドロレス）
- ラブライブ！サンシャイン!!（女子生徒）

2018年
- 若おかみは小学生!（グローリー・水領〈水領青子〉、店員）

2019年
- あんさんぶるスターズ!（観客）

2020年
- クレヨンしんちゃん（2020年 - 2021年、女の子A、女性A、女性店員、客B）

2021年
- 出会って5秒でバトル（クラスメイト女子A）

2023年
- 【推しの子】（演出助手、アシスタント）

### 劇場アニメ
- 屍者の帝国（2015年）
- クレヨンしんちゃん 激突! ラクガキングダムとほぼ四人の勇者（2020年、園児）
- クレヨンしんちゃん 謎メキ!花の天カス学園（2021年、ヒソヒソ女子生徒）

### Webアニメ
- ソードガイ The Animation（2018年、マネージャー）

### ゲーム
2012年
- リネージュII

2014年
- アイドリズム（一ノ瀬透子）
- ヴィーナスダンジョン
- ウチの姫さまがいちばんカワイイ（虎鶫姫イヅナ）
- 合体RPG 魔法のニーナとツチクレの戦士（太陽女神アマテラス）
- コアマスターズ（戦場の暴君クラウディナ）
- ゴジラ-GODZILLA-（PS3版）（オペレーター）
- 戦場のウエディング
- 天空のクラフトフリート（エフェメラ、エリザ、シャンリー、カリン）
- 恋愛魔法学園マジカ★マジカ（斑鳩楓）

2015年
- 激突! ブレイク学園（手付陀うぐいす）
- ゴジラ-GODZILLA-（PS4版）（オペレーター）
- Go!プリンセスプリキュア シュガー王国と6人のプリンセス!（ショコレッタ、クリィム）
- サウザンドメモリーズ（紅春の迅騎士クライネ）
- ザクセスヘブン（宝もろみ）
- FANTASY×RUNNERS2（くのいちエスティ）
- フィギュアヘッズ（アイノ）
- 封印勇者！マイン島と空の迷宮（ルイン）

2016年
- クイズRPG 魔法使いと黒猫のウィズ（アーモンドプレミオ）
- 白猫プロジェクト（アーモンドプレミオ）

2018年
- イドラ ファンタシースターサーガ（2018年 - 2020年、ヘルミーナ、パロミッタ）
- 放置少女〜百花繚乱の萌姫たち〜（宮本武蔵、妲己、司馬昭）

2020年
- 世界のアソビ大全51

2022年
- ブラウンダスト（ケイト）

2023年
- モンスターストライク（2023年 - 2024年、片貫けずり、絹高ゆいな）
- ドラゴンクエストX 天星の英雄たち オンライン（ケイリース）

### ドラマCD
- 南鎌倉高校女子自転車部（2014年、舞春ひろみの母[26]） - 単行本第6巻初回限定版の付録

### ナレーション
- シェアキッチン（食と旅のフーディーズTV）

### 吹き替え

#### 洋画
- ザ・ベイ（2014年、ミス甲殻類）
- バンクス（2014年、ローレン〈エミリア・マッカーシー〉[注 1]）※Netflix制作のテレビ映画
- マイ・インターン（2015年）
- 54 フィフティ★フォー（2017年、ケリー・オシア）※Netflix版
- ビフォア・アイ・フォール（2017年、エロディ）※Netflix版

#### 海外ドラマ
- リゾーリ&アイルズ ヒロインたちの捜査線（2011年）
- ビクトリアス（2013年）
- Major Crimes 〜重大犯罪課（2014年）
- ヘムロック・グローヴ（2015年、クリスティーナ・ウェンデル〈フレイヤ・ティングレイ〉）
- エレメンタリー4 ホームズ&ワトソン in NY（2016年）
- ゲットダウン（2016年、マイリーン）
- 師任堂（2017年、ヒャン）

#### テレビ番組
- ジュリーのへや（2017年）

### ラジオ
- 橋本結のradioclub.jp PRO（2016年、かつしかFM）

## ディスコグラフィ

### キャラクターソング
| 発売日  | 商品名                                        | 歌                                     | 楽曲                                       | 備考                             |
| 2018年  | 2018年                                        | 2018年                                 | 2018年                                     | 2018年                           |
| ------- | --------------------------------------------- | -------------------------------------- | ------------------------------------------ | -------------------------------- |
| 1月31日 | YOU ARE THE WINNER                            | プレミアムピーク                       | 「YOU ARE THE WINNER」                     | ゲーム『白猫テニス』関連曲       |
| 3月28日 | フィギュアヘッズ オリジナル・サウンドトラック | アイノ（橋本結）、クレイオ（嘉山未紗） | 「アライヴ〜ワン・チャンあるじゃナイト〜」 | ゲーム『フィギュアヘッズ』関連曲 |